# Неаполитанские вафли
Неаполитанские вафли (в российском обиходе также русские вафли.)  — одна из традиционных разновидностей вафель.

## Происхождение
Вопреки названию, неаполитанские вафли не имеют прямого отношения к Неаполю. Они были созданы в 1898 году в Вене, тогдашней столице габсбургской Австрии, предпринимателем Йозефом Маннером, основателем и владельцем кондитерской компании «Manner». Взяв пять тонких вафель, венские кондитеры заполнили их четырьмя слоями сладкой начинки на основе фундука, выращенного у подножия вулкана Везувий в окрестностях Неаполя (откуда и название). Готовый десерт нарезался на полоски и продавался на развес. 
В XX веке данный десерт получил широчайшее распространение в СССР и странах Восточного блока. К его плюсам относились: относительная дешевизна изготовления, лёгкий вес, долгий срок хранения и транспортировки. Неаполитанские вафли, ставшие в СССР просто вафлями, хорошо подходили для массового промышленного производства и перевозке на большие расстояния. 
В современной России, как и ранее в СССР, неаполитанские вафли выпускаются с различными начинками, в частности, ванильной, сливочной, лимонной, клубничной, шоколадной, варёной сгущёнкой и многими другими. Иногда вафли покрываются шоколадной глазурью. На основе неаполитанских вафель был разработан так называемый вафельный торт. Помимо России, масштабное производство (неаполитанских) вафель сохранилось и в других странах, испытавших советское влияние, в частности, в Польше и в Сербии. 
Производятся такие вафли и в западных странах, в частности, их продолжает выпускать австрийская компания «Manner».
На сегодняшний день многие российские производители экономят на ингредиентах для вафель, выпуская в продажу некачественные изделия. Однако, в целом, вафли остаются относительно недорогой и доступной разновидностью десерта.